# ABCラジオ制作 ナイターオフ日曜夜9時枠の連続ラジオドラマ
ABCラジオ制作 ナイターオフ日曜夜9時枠の連続ラジオドラマとは、かつて2005年10月～2009年3月にかけて朝日放送（ABCラジオ）をキーステーションにNRN全国ネットで日曜日夜9:00～9:30に放送されていた連続ラジオドラマの番組枠の総称である。
東京地区はニッポン放送・名古屋地区は東海ラジオなどにネットして放送されていた。しかし、第2作以降はプロ野球クライマックスシリーズやプロ野球日本シリーズが編成のネックとなり、ラジオドラマ作品のスタートが11月にずれ込んで始まる作品が多かった。2009年3月末（地域によっては4月第一日曜日）を持ってこのラジオドラマ枠は一時制作を中断している（理由は後述）。

## 放送されていた作品
最終作品以外、原作者は大沢オフィス（現・ラクーンエージェンシー）所属小説家である。
2005年10月 - 2006年3月
- ぼんくら・日暮らし（宮部みゆき原作の小説をラジオドラマ化）

2006年10月 - 2007年3月
- 京極夏彦連続ラジオドラマシリーズ百器徒然袋「雨・風」

2007年11月 - 2008年3月
- ザ・ジョーカー（大沢在昌原作の小説をラジオドラマ化）

2008年11月 - 2009年3月
- まほろばの青い花（この作品をもって一時中断。）

## 2009年度以降の日曜21時枠について
- 2009年度以降ABCラジオは夏場(毎年7月 - 9月）のナイターシーズンを「ナイタークッション番組」としてこの時間を編成しているが、それ以外の10月 - 翌年6月は通年番組（この時間帯は2009年度が「和沙哲郎のダンディ・サタデー&サンデー」、2010年度が「ミュージック・バイキング」）をメインに編成している関係でナイターオフ期限定の連続ラジオドラマは企画・制作・放送を中断している。なお、2009年10月11日 - 2010年3月28日の日曜21時台前半枠は「たぶん晴れます!?清水です」がABCラジオでは放送されていた。
  - ABCラジオ以外のネット局は
    - 文化放送制作トヨタ自動車提供の「オードリーのシャンプーおじさん」を遅れネットする放送局（東海ラジオやKBC九州朝日放送など。）
    - ニッポン放送のように自社制作のローカル番組を放送する局（The Voice Farmersがニッポン放送ではこの時間に放送されていた。）。
    - TBC東北放送など別番組の枠に時間変更した局。（アニラジや一般番組など。局により対応は異なる。）
などに分かれて現在に至る。

  - このようなことに至った原因として2008年に行った朝日放送の局舎移転費用問題による番組制作費･経費削減の余波と聴取率トップからの転落による2009年夏の大改編の影響があったと見られる。
- 2010年以降もナイターオフのラジオドラマの再開めどは立たず、事実上廃枠となった。2014年10月時点でのABCラジオの該当枠には、「浦川泰幸の「劇場に行こう!」が通年番組2015年3月までとして放送されていた。
- それ以降2018年9月までは「M-1グランプリ」のない毎週日曜日の21時台は通年を通して火曜～日曜まで帯の野球クッション番組が編成されていた。

なお、「M-1グランプリ決勝戦」のある日曜日の同時刻は通常番組を変更して「M-1グランプリ決勝戦」のラジオ裏実況を行なっている。
- 更にその先は21時台の前半と後半でそれぞれ固定した番組が基本放送されている。しかし、極稀に日曜日夜にナイター中継が組まれた場合は通常番組を休止して、野球クッション番組や穴埋め音楽をかけることもある。野球放送が長引いた場合はそのまま野球放送を試合終了まで放送するケースもある。ただし、毎年12月の決まった日曜日に開催される「M-1グランプリ」の日は「M-1グランプリ決勝戦」のラジオ裏実況を引き続き行なっている。